# ديمتريوس الأول بطريرك القسطنطينية
ديمتريوس الأول ، أسمه بالميلاد ديمتريوس بابادوبولوس ((باليونانية: Δημήτριος Αʹ, Δημήτριος Παπαδόπουλος)‏ (8 سبتمبر 1914 - 2 أكتوبر 1991) كان بطريرك القسطنطينية المسكوني من 16 يوليو 1973 إلى 2 أكتوبر 1991. كان البطريرك رقم 269 للقديس أندراوس (ألبطريرك (الرسول) الأول لكرسي القسطنطينية)، وكان الزعيم الروحي لأكثر من 5 ملايين من المسيحيين الأرثوذكس الشرقيين الذين ينتمون الي بطريركية القسطنطينية. قبل انتخابه بطريركًا، شغل منصب مطران إمفروس. ولد وتوفي في اسطنبول بتركيا.

## دوره في الحركة المسكونية
في 30 نوفمبر 1979، أعلن ديمتريوس إقامة الحوار اللاهوتي الرسمي بين الكنيسة الأرثوذكسية الشرقية والكنيسة الكاثوليكية الرومانية، في ذلك الوقت بقيادة البابا يوحنا بولس الثاني. كما التقى برئيس أساقفة كانتربري رئيس الطائفة الأنجليكانية.
في عام 1987، سافر ديمتريوس إلى الفاتيكان حيث استقبله يوحنا بولس الثاني. في احتفال رسمي في كاتدرائية القديس بطرس، حيث قرأ بطريرك الشرق (ديمتريوس الأول) وبطريرك الغرب (يوحنا بولس الثاني) معًا قانون إيمان نيقية - القسطنطينية للكنيسة باليونانية كما تم تعريفه في الأصل في 381 بعد الميلاد، بقولهم «المنبثق من الاب» دون ذكر عبارة «والابن» المختلف عليها. وأشار يوحنا بولس الثاني في وقت لاحق الي هذا الحدث في رسالته المسكونية.
في جولة بالولايات المتحدة شملت 8 مدن عام 1990، التقى البطريرك ديمتريوس بالرئيس جورج بوش الأب، وقادة مسيحيين ويهود، ومسؤولين عموميين، ونشر رسالة مفادها: «اليوم، الأرثوذكسية ليست غريبة في أمريكا. إنها لحم من لحمها وعظم من عظمها». 